# Britt Odhner
Britt Kerstin Odhner, född 8 december 1910 i Grimslöv i Skatelövs socken i Kronobergs län, död 12 januari 1957 i Högalids församling i Stockholm, var en svensk målare och grafiker. Hon var dotter till Einar Odhner och sondotter till Herman Odhner.    
Odhner studerade vid Otte Skölds målarskola 1931–1932, Valands målarskola i Göteborg 1933–1934 samt vid Konsthögskolan i Stockholm 1835–1939, varefter hon vistades i Köpenhamn 1950–1951. Hon deltog i en litografikurs anordnad av Folkrörelsernas konstfrämjande 1952. Odhner tilldelades Konsthögskolans Brucebostipendium 1939 (för vistelse på Gotland) samt Föreningen Svenska Konstnärinnors stipendium 1953. 
Hon ställde ut separat i Holmquists konstsalong 1941 samt tillsammans med Uno Vallman, Götrik Örtenholm och Karin Norelius vid Gummesons 1944 och vid Galerie Æsthetica 1955. Hon målade porträtt, blommotiv samt landskap från bland annat Fårö, Arild, Stockholm och stadsbilder från Köpenhamn. Hon illustrerade även Lyrikboken 1951.
Odhner finns representerad i Stockholms stadsmuseum. Hon avled ogift.